# الملعب التونسي (كرة السلة)
الملعب التونسي لكرة السلة (بالفرنسية: Stade tunisien (basket-ball))‏، هو نادي كرة سلة تونسي للمحترفين تأسس في 7 يوليو 1948 يقع مقره في مدينة باردو في تونس. ينافس في بطولة تونس لكرة السلة للسيدات، الدرجة الأعلى للدوري في تونس، وحقق اللقب المحلي ثماني مرات في فئة السيدات، و يمثل تونس في المنافسات القارية والدولية.

## سجل ألقاب النادي لكرة السلة
فريق السيدات :
- البطولة التونسية للسيدات  (8) : 1986، 1987، 1988، 1989، 1991، 1994، 2000، 2020.
- كأس تونس للسيدات  (9) : 1982، 1985، 1989، 1991، 1994، 1995، 1996، 2000، 2001.
- كأس الأندية الأفريقية للسيدات  (1) : 1995.
- البطولة العربية للأندية سيدات  (4) : 1990، 1991، 1995، 1997.

♦ الدور النهائي  (1) : 1996.

## وصلات خارجية
- صفحة الملعب التونسي لكرة السلة على موقع كوووة.
- الموقع الرسمي للجامعة التونسية لكرة السلة.